# 주말 유나이티드
《배성재의 주말 유나이티드》는 2015년 SBS 라디오 가을개편으로 신설된 배성재 아나운서의 진행으로 매주 주말 밤 10시부터 11시까지 SBS 파워FM에서 방송되었던 라디오 프로그램이다. 2016년 SBS 라디오 봄개편으로 이 프로그램은 동시간대 평일에 방송된 파워 스테이지 더 라이브와 함께 폐지되었다. 2016년 3월 27일 자로 4개월만에 폐지되었다.

## 위클리 코너
- 토요일 : 까발리그 떠벌리그, 위켄드 헤럴드 트리뷴
- 일요일 : 까발리그 떠벌리그, 위켄드 헤럴드 트리뷴

## 같이 보기
- 오락